# Plăcintă
Plăcintă is een traditioneel Roemeens Moldavisch en Oekraïens gebakje in de vorm van een dunne, kleine, ronde of vierkante koek, gevuld met bijvoorbeeld een zachte kaas zoals urdă, appel, kip of chocolade.

## Etymologie
Het woord plăcintă komt van het Romeinse placenta (koek) en van het Griekse πλακοῦς, plakous (platte koek).

## Geschiedenis
Zoals onder etymologie aangegeven, heeft de plăcintă zijn oorsprong in het oude Rome en dateert uit de tijd dat Roemenië deel uitmaakte van het Romeinse Rijk. Bakkers in het oude Griekenland bakten hun brood met olijfolie, kruiden en kaas. Het recept van deze van deze koeken werd tijdens de Romeinse invasie doorgegeven aan de Romeinen.
Aanvankelijk waren er slechts twee variëteiten van de koeken, libum en placenta genaamd.
De libum was een kleine koek en werd gebruikt als offer voor de goden.
Net als bij de placenta, ontwikkelden de Romeinen het recept als een koek, (ro) gemaakt van fijne meel, bedekt met kaas, honing en geurige laurierbladeren.
Romeinse bakkers in de oudheid bereidden gewoonlijk een grote customarily placenta die in vierkante stukken werd gesneden om te worden geofferd of verkocht. De Roemenen bereiden hun plăcintă nog altijd op deze wijze.

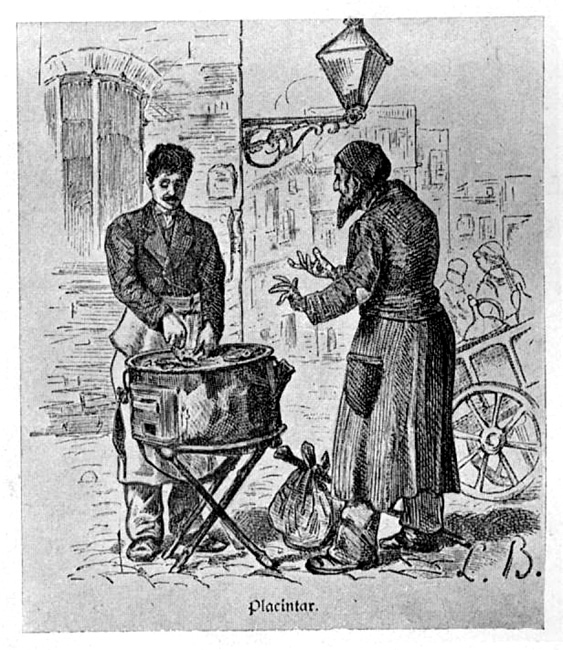
Een Griekse plăcintă-bakker in Boekarest in 1880
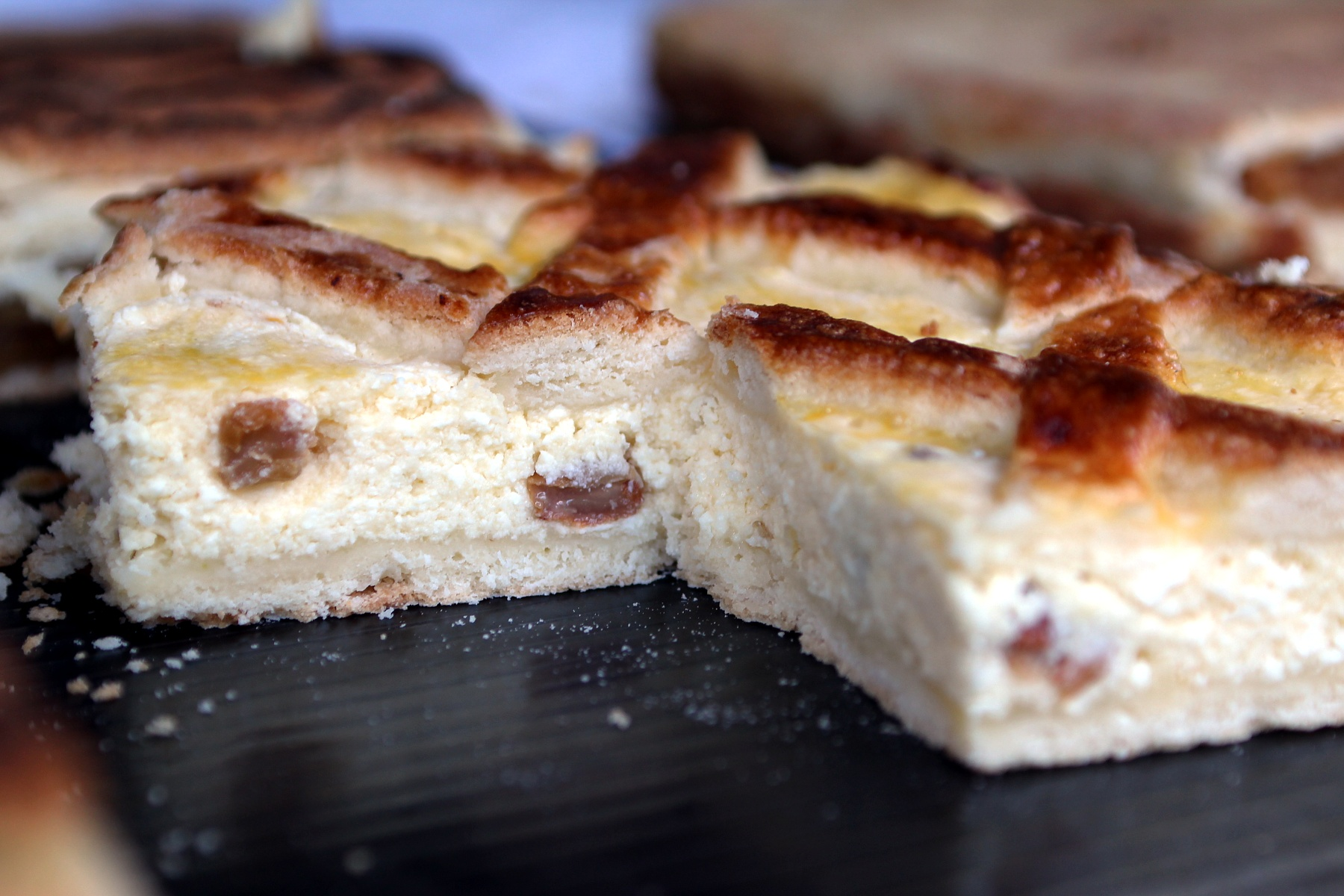
Plăcintă met kaas en rozijnen
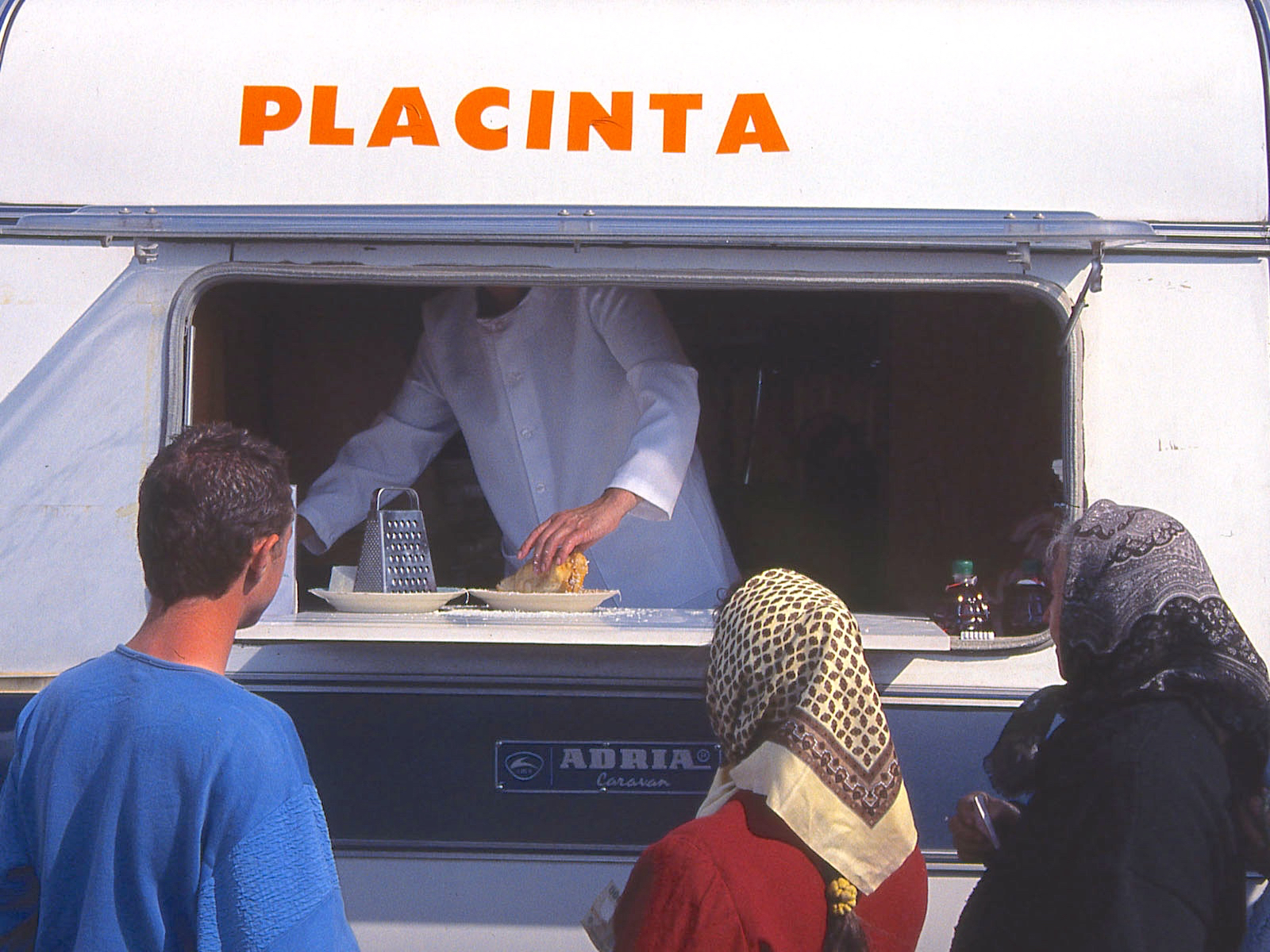
Plăcintă-kraam op de markt in Hodod, Roemenië

## Traditionele plăcintă-variëteiten
- Plăcintă cu mere is een koek, gevuld met appel.
- Plăcintă cu brânză is een koek, gevuld met telemea (schapenkaas) of kaas van koemelk.
- Plăcintă cu cartofi is een koek, gevuld met aardappel.
- Plăcintă cu urdă is een zoete koek, gevuld met ricotta, dille of rozijnen.
- Plăcintă cu ciocolată is een koek, gevuld met chocolade.